# Thorns (musikalbum av Thorns)
Thorns är det första fullängdsalbumet av det norska black metal-bandet Thorns. Albumet utgavs 2001 av skivbolaget Moonfog Productions.

## Låtförteckning
1. "Existence" – 4:11
2. "World Playground Deceit" – 7:07
3. "Shifting Channels" – 6:16
4. "Stellar Master Elite" – 3:52
5. "Underneath the Universe, Part 1" – 7:47
6. "Underneath the Universe, Part 2" – 7:29
7. "Interface To God" – 4:35
8. "Vortex" – 6:45

- Text: Snorre W. Ruch (spår 1, 4, 7, 8), Satyr (spår 2), Aldrahn (spår 3, 7)
- Musik: Snorre W. Ruch

## Medverkande
Musiker (Thorns-medlemmar)
- Snorre W. Ruch – gitarr, basgitarr, keyboard, programmering, sång (spår 8)
- Bjørn Dencker – sång (spår 1, 3, 6)

Bidragande musiker
- Satyr (Sigurd Wongraven) – sång (spår 2, 4, 6, 7)
- Hellhammer (Jan Axel Blomberg) – trummor

Produktion
- Satyr – producent, ljudmix, mastering, omslagsdesign
- Snorre W. Ruch – producent, ljudtekniker, ljudmix, mastering, omslagsdesign
- Mike Hartung – ljudmix, mastering
- Morten Lund – mastering
- Hal Bodin – omslagsdesign
- Tania Stene – foto